# Дабижив Чихорић
Дабижив Чихорић ( 1334. – умро јануара 1362.) је био српски племић који је служио краљу и цару Стефану Душану (1331–55) и цару Урошу V (1355–71), са титулом  пехарника, али је имао исте обавезе као и они са титулама казнаца или тепчије. 
Био је потомак племићке породице Чихорић (зване Друговић), моћне породице у требињској области, његова браћа Вратко и Ненац носили су титулу жупана (грофа), док је Степко носио титулу тепчије. 
Дабижив је био присутан у дубровачком залеђу између 1334. и 1349. године, али се први пут помиње са титулом пехарник 1343. године. Помиње се он заједно са дубровачким ректором Марком Мауроценом и „старешинама“ (старци), који су успоставили границе између територија Дуброваћке републике  и Требиња, проширењем са Краљевином Србијом. 
Године 1345. дубровачки министри су се жалили Стефану Душану да је Дабижив наметнуо царину у Требињу, по један динар за сваки пролазак робе. Стефан Душан је укинуо овај порез, као што је познато из писма од 26. октобра 1346. године, упућеног из Сера. Дабиживове надлежности се објашњавају чињеницом, да је вршио дужност краљевског намјесника у Требињу и Конавлима. Раније, 1330. године, намјесник Конавала и шире области Требиња био је жупан Хлапен. Претпоставља се да је Дабижив био део припрема за организовање посебног суда за „младог краља“ Уроша V, да је док је управљао Требињем изабран за слугу Уроша V. Угљеша Мрњавчевић је 1346. године постао намјесник у Требињу и Конавлима. Након крунисања Стефана Душана за цара (1346), када је Урош V постао је краљ и савладар, Дабижив је напустио Требиње да би био у најближем кругу Уроша V, коме је верно служио до његове смрти јануара 1362. године. 
Дабижив је сахрањен у манастиру Трескавац код Прилепа, на гробном натпису се помиње као енохијар (који је по С. Новаковићу био пивар или подрумар, односно пехарник) цара Уроша V.
Дабижив Чихорић „млађи“ (фл. 1383–1402), племић у Попову, био је Дабиживов рођак, вероватно синовац (као Неначев син).